# Rijsmiddel
Een rijsmiddel is een stof die luchtbelletjes creëert in een deeg of beslag zodat het gebak of brood luchtiger wordt. Traditioneel wordt hiervoor desem of gist gebruikt. Als alternatief voor gist bestaan er andere rijsmiddelen, zoals bakpoeder.

## Werking
De werking is gebaseerd op de vorming van gassen in het deeg of beslag. Bij gist gebeurt dit doordat de micro-organismen koolzuurgas vormen. Een moderner rijsmiddel is bakpoeder, hierin bevindt zich de stof NaHCO3 die bij verhitting CO2 afstaat.
Stoffen die koolzuurgas kunnen produceren zijn reeds lang in gebruik als rijsmiddel bij het bakken van brood, koek en banket. Rijsmiddelen kunnen worden onderscheiden naar  natuurlijke en  chemische middelen. Natuurlijke middelen zijn gisten die van nature in meel of de omgeving aanwezig zijn. Chemische middelen zijn scheikundige stoffen die geselecteerd zijn op hun specifieke werking zoals natriumbicarbonaat dat we kennen als baking soda.

## Natuurlijke rijsmiddelen
DesemDesem of zuurdesem is de spontane gisting van water en meel door fermentatie van melkzuurbacteriën, azijnzuurbacteriën en gisten die van nature in meel aanwezig zijn. Desem is zeer geschikt voor het maken van brood dat een volle smaak krijgt en wat compacter van structuur is dan brood gemaakt met gist.
GistGist is een levend micro-organisme en kan zich voeden met zetmeel en suikers in meel. Het is een schimmel die kooldioxide vormt als het met vocht en suikers wordt gemengd. Het zet dan glucose om in koolzuur. Het werkt niet als het gemengd wordt met een te hete vloeistof omdat de schimmels dan sterven. Verse gist gaat dood bij een temperatuur boven 30 graden. Gedroogde en instant gist bij een temperatuur boven 41 graden. De te gebruiken hoeveelheid gist hangt af van de mogelijke duur van het rijzen. Als het lang kan rijzen is er minder gist nodig. Zout remt de werking van gist, daarom moet zout altijd zo laat mogelijk aan het deeg worden toegevoegd. Droge gist is houdbare gist mits droog, koel en donker bewaard. Het door gist geproduceerde koolzuurgas verbindt zich met gluten waardoor het zeer geschikt is voor brood en pizzadeeg. De smaak van brood wordt met gist rijker naarmate het deeg langer kan rijzen. Zwaarder brood zoals volkorenbrood heeft gluten nodig voor voldoende draagkracht waarbij gist voor voldoende lucht in het brood zorgt.

## Chemische rijsmiddelen
Ammoniumbicarbonaat Ammoniumbicarbonaat (E503) zorgt voor rijzing in reactie op temperatuur en heeft geen zuur nodig. Het wordt veelal toegepast in eierkoeken omdat het deeg na het bakken niet inzakt. Het nadeel van ammoniumbicarbonaat is dat het de potentieel kankerverwekkende stof acrylamide vormt tijdens het bakken. In bakpoeder is ammoniumbicarbonaat soms aanwezig in plaats van natriumbicarbonaat (E500) dat niet schadelijk is voor de gezondheid.
BakpoederBakpoeder is natriumbicarbonaat met een zuur en (alkalisch) mineraalzout. Als het in contact komt met water of vocht en warm wordt, vormt het koolzuurgas (CO2; koolstofdioxide; kooldioxide) dat zorgt voor het rijzen van deeg. Deeg met bakpoeder dient na contact met vocht meteen te worden gebakken omdat het anders zijn werking verliest. Te veel bakpoeder kan ervoor zorgen dat het deeg na het bakken meteen in elkaar zakt. Bakpoeder is 6 tot 8 maanden houdbaar mits droog, koel en donker bewaard. Bakpoeder is het meest geschikt als de smaak van het deeg niet mag veranderen door het rijzen zoals bij cake.
Hertshoornzout Hertshoornzout verdeelt zich bij verwarming in kooldioxide, ammoniak en water. Het is alleen geschikt voor platte baksels zoals koekjes. Bij hoger gebak kan de ammoniak niet weg wat de smaak negatief beïnvloedt.
KaliumcarbonaatKaliumcarbonaat wordt ook wel potas genoemd. Het wordt als E-nummer E501 vermeld. Het is een reukloos korrelig poeder en mist ten opzichte van bakpoeder het zure ingrediënt. Het kan worden gebruikt bij platte baksels die lang bewaard kunnen worden zoals taaitaai en speculaas.
WijnsteenzuurWijnsteenzuur is een zuur dat afgeleid is van vele planten en wijndroesem. Het wordt aan wijn toegevoegd als die te weinig zuur bevat. Wijnsteenzuur is zelf geen rijsmiddel maar is vroeger vaak een onderdeel geweest van bakpoeder.
Wijnsteenpoeder Wijnsteen(bak)poeder is het kaliumzout van een organisch zuur, wijnsteenzuur, dat voorheen onderdeel was van bakpoeder. Andere namen zijn kaliumbitartraat of cream of tartar. Tegenwoordig zit het alleen in biologisch bakpoeder. Twee theelepels wijnsteenpoeder met één theelepel zuiveringszout is drie theelepels bakpoeder. Wijnsteenpoeder werkt goed bij scones.
Zuiveringszout Zuiveringszout, oftewel natriumbicarbonaat, wordt ook wel maagzout, bakzout, baking soda of dubbelkoolzure soda genoemd. Op verpakkingen staat het vermeld als E500. Bij temperaturen boven de 50 graden vormt het koolzuurgas. Het is tevens onderdeel van bakpoeder. Het heeft vocht of een zuur nodig om te werken, zoals karnemelk, azijn, citroen, yoghurt of wijnsteenzuur. Het moet pas op het laatst worden toegevoegd omdat het meteen koolzuurgas vormt. Zonder toevoeging van een zuur smaakt het resultaat naar zeep en daardoor is het alleen geschikt bij recepten waarin een zuur ingrediënt past, zoals koek, cake en koekjes.

## Zelfrijzend bakmeel
Zelfrijzend bakmeel is  bloem met bakpoeder. De werking van bakpoeder neemt af na 2 maanden, dus is het raadzaam zelfrijzend bakmeel niet te lang te bewaren of op voorraad te houden. Het is gemakkelijk bij taartbodems, biscuits, cakes en panne(n)koeken.